# Mistrzostwa Europy w Wioślarstwie 1953
43. Mistrzostwa Europy w Wioślarstwie odbyły się w sierpniu 1953 r. w duńskiej Kopenhadze. Zawodnicy rywalizowali w 7 konkurencjach wioślarskich na pobliskim jeziorze Bagsværd.

## Medaliści
| Konkurencja                 | Złoto | Srebro | Brąz | Źródło      |
| --------------------------- | --- | --- | --- | ----------- |
| M1x (jedynka)               | Perica Vlašić | Teodor Kocerka | Achille Giovannoni | [ 2 ]       |
| M2x (dwójka podwójna)       | Szwajcaria Peter Stebler · Erich Schriever | ZSRR Erniest Wierbin · Jurij Sorokin | Jugosławia Dragutin Petrovečki · Milan Korošec | [ 3 ]       |
| M2- (dwójka bez sternika)   | ZSRR Igor Bułdakow · Wiktor Iwanow | Belgia Michel Knuysen · Bob Baetens | Dania Finn Pedersen · Kjeld Østrøm | [ 4 ]       |
| M2+ (dwójka ze sternikiem)  | Francja Guy Nosbaum · Claude Martin · Daniel Forget (sternik) | RFN Helmut Heinhold · Heinz Manchen · Otto Nordmeyer (sternik) | Belgia René Verhoeven · Joseph van Thillo · Henri de Brie (sternik) | [ 5 ] [ 6 ] |
| M4- (czwórka bez sternika)  | Dania Helge Muxoll Schrøder · Bjørn Brønnum · Leif Hermansen · Ole Scavenius Jensen | Norwegia Carl Monssen · Odd Johanson · Kjell Gundersen · Svein Hansen | Wielka Brytania Gavin Sorrell · James Green · Colin Porter · Edward Field                                                                                                 | [ 7 ]       |
| M4+ (czwórka ze sternikiem) | Czechosłowacja Karel Mejta · Jiří Havlis · Jan Jindra · Stanislav Lusk · Miroslav Koranda (sternik)                                                                                    | ZSRR Kiriłł Putyrski · Gieorgij Briułgart · Gieorgij Guszczenko · Boris Fiodorow · Boris Brieczko (sternik)                                                                                      | Szwajcaria Rico Bianchi · Karl Weidmann · Émile Ess · Heinrich Scheller · Walter Leiser (sternik)                                                                         | [ 8 ]       |
| M8+ (ósemka)                | ZSRR Jewgienij Brago · Władimir Rodimuszkin · Sława Amiragow · Igor Borisow · Jewgienij Samsonow · Leonid Gissien · Aleksiej Komarow · Władimir Kriukow · Aleksandr Majancew (sternik) | Dania Flemming Nimb · Kjeld Larsen · Børge Hougaard · Svend Erik Schougaard · Wesley Ernest Pedersen · Walther Schrøder · Kurt Andersen Krog · Aage Nielsen Dreyer · Finn Hansen Aabye (sternik) | Francja Pierre Blondiaux · Jean-Jacques Guissart · Marc Bouissou · Roger Gautier · Jean-Paul Pieddeloup · Jean Rivière · Géo Rouhaud · René Lotti · Lionel Biet (sternik) | [ 9 ]       |

## Klasyfikacja medalowa
| Miejsce | Reprezentacja   | Złoto | Srebro | Brąz | Razem |
| ------- | --------------- | ----- | ------ | ---- | ----- |
| 1.      | ZSRR            | 2     | 2      | 0    | 4     |
| 2.      | Dania           | 1     | 1      | 1    | 3     |
| 3.      | Francja         | 1     | 0      | 2    | 3     |
| 4.      | Jugosławia      | 1     | 0      | 1    | 2     |
| 4.      | Szwajcaria      | 1     | 0      | 1    | 2     |
| 6.      | Czechosłowacja  | 1     | 0      | 0    | 1     |
| 7.      | Belgia          | 0     | 1      | 1    | 2     |
| 8.      | Norwegia        | 0     | 1      | 0    | 1     |
| 8.      | Polska          | 0     | 1      | 0    | 1     |
| 8.      | RFN             | 0     | 1      | 0    | 1     |
| 11.     | Wielka Brytania | 0     | 0      | 1    | 1     |
| Razem   | Razem           | 7     | 7      | 7    | 21    |